# Gesichtlesen
Gesichtlesen bezeichnet die Vorgehensweise, bei der anhand des Gesichts einer Person Aussagen über deren Persönlichkeit, Gefühlszustand oder auch Gesundheit getroffen werden. Grundlage ist die Annahme, dass sich äußere Erscheinungsform und Charakter, Psyche und Vitalität eines Menschen wechselseitig bedingen. Das Gesichtlesen ist Überbegriff zahlreicher wissenschaftlich nicht anerkannter, dem Bereich der Esoterik zuzuordnender Techniken, wie beispielsweise Antlitzdiagnostik oder Physiognomik. Die wissenschaftliche Beschäftigung mit der Mimik, die der Diagnostik bei psychischen Erkrankungen dient, wird als Mimikanalyse bezeichnet.

## Geschichte

### Geschichtliche Anfänge in China
Bereits seit über 7.000 Jahren spielt die „Wahrsagerei“ bzw. das „Weissagen“ in China eine Rolle, darunter nimmt die Chiromantie (Handlesekunst) einen besonderen Stellenwert ein. Vor etwa 2.000 Jahren kristallisierte sich jedoch das Gesichtlesen, im Chinesischen Siang Mien genannt, als die bevorzugte Technik heraus, weil sie sich in den Augen der Ratsuchenden als die zuverlässigste Methode herausstellte.
Die Anfänge des Siang Mien lassen sich nicht genau datieren. Auch wenn seine Tradition auf mehrere tausend Jahre geschätzt wird, lassen sich seine Wurzeln nicht aus dem I Ging, dem ältesten und bekanntesten chinesischen Buch, ableiten. Trotz allem beeinflusst es bis heute die allgemeine Entwicklung der chinesischen Kultur.
Siang Mien-Meister waren zumeist taoistische Mönche. Diese gaben ihr Wissen anfänglich nur mündlich weiter. Lediglich die kaiserliche Palastbibliothek in Peking bewahrte einige Schriften, die aufgrund von äußerlicher Gewalt teilweise verloren gingen. In neuerer Zeit wurden Schriften veröffentlicht, die sich selbst darauf berufen, in der Tradition dieser älteren Werke zu stehen.
In einer der berühmtesten Schulen, die dieses Wissen weitergaben, unterrichtete Guigu zi (475–403 v. Chr.), der Meister aus dem Dämonental. Er war nicht nur ein Experte im Gesichtlesen, sondern auch Meister der militärischen Strategie. Einer der berühmtesten Studenten Guigu Zis wurde Sun Bin. Der Eroberer Qin Shihuangdi, der erste Kaiser von China, verordnete, dass alle vorhandenen Schriften und Aufzeichnungen über Siang Mien verbrannt werden sollten. Für Qin Shihuangdi wurde auch das größte Mausoleum errichtet. Darin enthalten ist eine mehrtausendköpfige Terrakottaarmee, die bemerkenswerter Weise für jede Figur individuelle Gesichtszüge aufweist. Der Philosoph Konfuzius (551-479 v. Chr.) war mit der Lehre des Gesichtlesens vertraut. Von ihm ist der Spruch überliefert: „Ein Kind kann nichts für sein Gesicht, jedoch ist der Erwachsene verantwortlich für seine Erscheinung!“ Auch spätere chinesische Herrscher waren an der Kunst des Siang Mien interessiert. General Chiang Kai-Shek (1887–1975) verwendete eine Gesichtanalyse, um die richtigen Entscheidungen in der Personalauswahl zu treffen. In Folge der Machtübernahme Mao Zedongs wurden alte Traditionen und Weisheitslehren wie Siang Mien, Handlesen und auch das I Ging in China für etwa vier Jahrzehnte verboten. Das lässt sich darauf zurückführen, dass Religion als Gift und alle alten chinesischen Techniken als feudaler Aberglaube betrachtet wurden.
Im modernen China haben die Mächtigen generell ein sehr unverkrampftes Verhältnis zu Traditionen. Feng Shui, Tai Chi, Kung Fu, die traditionelle chinesische Medizin und viele weitere typisch chinesische Techniken sind wieder ein fester Bestandteil der Gesellschaft geworden und finden Anhänger auch außerhalb. Dazu gehört ebenso die Kunst im Gesicht zu lesen, das Siang Mien, das in den vergangenen Jahren wieder an Popularität gewonnen hat.

### Gesichtlesen im Europa des Mittelalters und der Neuzeit
Neben den Chinesen waren auch andere Hochkulturen mit dieser Technik vertraut. Hinweise darauf finden sich besonders bei den Griechen. Einer der bedeutendsten Ärzte der Antike, Hippokrates von Kos (460-370 v. Chr.), verfasste hierzu zahlreiche Aufzeichnungen. Darunter sind vor allem dessen Beobachtungen über die Gesichter von Sterbenden zu nennen. In der Medizin wird bis heute der Gesichtsausdruck Verstorbener, als Facies Hippocratica bezeichnet, von einigen Ärzten als ein Merkmal für den eingetretenen Tod verwendet. Hippokrates sah ebenso einen Zusammenhang zwischen dem Körperbau und dem Charakter eines Menschen.
Über die Griechen wurde unser Kulturkreis bis weit ins Mittelalter hinein beeinflusst. Erst hier stießen diese mittlerweile Jahrtausende alten Kenntnisse auf Restriktionen und Ablehnung seitens strenger Glaubenswächter der Kirche. Die Inquisition  lehnte das Lesen im Gesicht als Magie und Aberglauben ab.
Mit Beginn der Neuzeit interessierten sich einige Gelehrte, angeregt durch das allgemein gestiegene Interesse an den antiken Lehren, wieder mehr für die überlieferten alten Schriften. Der Schweizer Arzt Philippus Theophrastus Aureolus Bombastus von Hohenheim, besser bekannt als Paracelsus (1493–1541), fasste seine Kenntnisse der Natur und des Menschen in einer neuen Heilkunde zusammen. Er schlussfolgerte, dass alles, was sich im Innern des Körpers abspielt, auch außen zu erkennen sei. Auch stehe das Erscheinungsbild des Menschen im direkten Zusammenhang mit seinem Seelenfrieden.
Ein weiterer Vertreter war der neapolitanische Arzt Giambattista della Porta (1535–1615). Sein 1558 veröffentlichtes Werk „Magia naturalis“ machte ihn berühmt. Der Universalgelehrte lieferte mit „De humana physiognomia“ 1586 einen wichtigen Grundstein für die weitere Entwicklung.
Seine Methodik beeinflusste auch den Niederländer Peter Camper (1722–1789). Der Professor der Chirurgie widmete sich in seiner Freizeit auch der Malerei, was ihn dem Studium der menschlichen Gesichtszüge nahe brachte. So versuchte er, in seinen physiognomischen Studien Gesichtsformen auf Prinzipien zurückzuführen.
Der Arzt und Anatom Franz Joseph Gall (1758–1828) stellte durch die von ihm begründete Phrenologie einen Zusammenhang zwischen den Charaktereigenschaften und der Schädelform eines Menschen her. In Folge seines Werkes wurde die Phrenologie im 19. Jahrhundert zeitweise sowohl in der Wissenschaft wie auch in der Laienöffentlichkeit überaus populär. Der schottische Anatom Sir Charles Bell (1774–1842), der italienische Neurologe Paolo Mantegazza (1831–1910) und der Franzose Guillaume Duchenne de Boulogne (1806–1875) betrieben Forschungen in der Physiognomie. Der zu dieser Zeit sicherlich berühmteste Arzt, der den Zusammenhang zwischen dem Gesundheitszustand seiner Patienten und deren Gesichtsausdruck beschrieb, war Christoph Wilhelm Hufeland (1762–1836).
Vom Wissen über antlitzdiagnostische Zeichen wurde auch Wilhelm Heinrich Schüßler (1821–1898) beeinflusst, der seine Lehre der Antlitzanalyse, auch Sonnerschau genannt, begründete, eine eigenständige Form der Therapie abseits der medizinischen Wissenschaft. Schüßler postulierte, dass sich der Mineralstoffbedarf eines Menschen in dessen Gesicht widerspiegelt. Therapien mit den so genannten Schüßler-Salzen haben heute trotz ihrer Verurteilung durch die Medizin zahlreiche Anhänger.
Der in Heinde geborene Carl Huter (1861–1912) begründete mit der Psycho-Physiognomik seine eigene esoterische Lehre. Seine Schriften nehmen Verbindungen zwischen den Falten eines Menschen und dessen Lebenswandel und Erkrankungen an. Auch Verfärbungen, Farbschattierungen und Glanzbildungen interpretierte er in dieser Art. Bis zu seinem Tod veröffentlichte er etwa 30 umfangreiche Bücher, darunter sein in fünf Bänden zusammengefasstes Hauptwerk, „Menschenkenntnis, Körperformen und Gesichtsausdruckskunde“ (1904–1906).
Neben diesen mehr oder weniger esoterischen Lehren abseits der naturwissenschaftlichen Forschung wurde auch innerhalb der Wissenschaft weiter an dem Thema gearbeitet. Der berühmte englische Naturforscher Charles Darwin veröffentlichte 1872 sein Werk Der Ausdruck der Gemütsbewegungen bei dem Menschen und den Tieren. Auch der französische Physiologe Guillaume-Benjamin Duchenne befasste sich mit dem Thema.
Abseits der medizinischen Mimikanalyse gibt es auch heute noch zahlreiche der Esoterik oder der New-Age-Bewegung zuzurechnende Therapeuten, die sich mit dem Thema befassen. Große Beachtung erwarben sich beispielsweise der Schweizer Natale Ferronato, der Heilpraktiker Hans-Dieter Bach und der Mediziner Anton Markgraf. Ein weiterer zeitgenössischer Vertreter ist der Deutsche Eric Standop, der 2009 eine Facereading Academy in Hongkong gründete.

## Methoden

### Antlitzdiagnostik
Die Antlitzdiagnostik (auch: Sonnerschau) ist die Lehre von den Krankheitszeichen des menschlichen Antlitzes, das heißt vom Erkennen erster Gesundheitsstörungen, Mangelerscheinungen bis hin zu Krankheiten im Gesicht.
Die Antlitzdiagnostik geht davon aus, dass in jedem Gesicht die Krankheiten und körperlichen Defizite geschrieben stehen, meist schon bevor sich die Symptome am ganzen Körper zu erkennen geben oder Schmerzen verursachen. Dabei zeigt die Haut mit zunehmenden Jahren entsprechende Spuren. So unterscheidet die Antlitzdiagnostik zwischen Verfärbungen, Glanz- und Schattenbildungen, Schwellungen und Falten. Vor allem Falten verleihen dem Gesicht ein unverwechselbares Profil, können Hinweise zu Geisteshaltung und dem bisherigen Leben geben sowie akute Defizite aufdecken. Im Gesicht ist auch der Weg zur Besserung beschrieben, der mit Hilfe der Antlitzdiagnostik abgelesen werden kann. Methoden zum Erkennen von Krankheiten und weiteren körperlichen Defiziten sind unter anderem die bereits weiter oben erwähnte Sonnerschau oder auch Zungendiagnostik, die wiederum einen Teil der traditionellen chinesischen Medizin (TCM) darstellt.
Es ist überliefert, dass die bedeutendsten Ärzte der Antike und des späten Mittelalters wie Hippokrates von Kos (460-377 v. Chr.) und Paracelsus (1493–1541) die Krankheit aus den Gesichtern der Patienten gelesen haben. Auch im Mittelalter wurde dieses Wissen genutzt. Die heilkundige Nonne und Äbtissin Hildegard von Bingen (1098–1179) lieferte eine Vielzahl von literarischen Werken und prägte nicht zuletzt den Satz: “Die Augen sind das Tor zur Seele.”
Auch der Volksmund bedient sich unterschiedlicher Ausdrücke für kranke oder vermeintlich gesunde Gesichter. Redewendungen wie die „Schnapsnase“ oder auch die Bezeichnung „Rotbäckchen“ zeugen von diesem Zusammenhang.

### Irisdiagnostik
Neben kurzen Erwähnungen zur Zeit der alten Ägypter und noch einmal im 15. Jahrhundert, schuf Philippus Meynes um 1670 die Grundlagen der Irisdiagnostik oder auch Iridologie. Diese bedient sich im Wesentlichen dreier Merkmale des Auges, um etwas über die Persönlichkeit und den Gesundheitszustand eines Menschen zu erfahren. Neben der Sclera (weiße Augenhaut), die vor allem für Antlitzdiagnostiker von Bedeutung ist, sind dies die Iris (Regenbogenhaut) sowie die Pupille.
Bei der diagnostischen Vorgehensweise spielen die Farbe des Auges, die Helligkeit der Iris, eventuelle Abstufungen und Muster, Ein- und Ablagerungen unterschiedlicher Form und Größe, Farbunterschiede in der Sclera und auch die Blutgefäße eine wichtige Rolle.

### Physiognomik
Der Begriff der Physiognomik setzt sich aus den griechischen Wörtern für Körper (Physis) und Kennzeichen (Gnoma) zusammen und bezeichnet damit die Lehre, nach der sich durch den Körperbau und die Gesichtszüge eines Menschen Rückschlüsse auf dessen Charakter und Persönlichkeit ziehen lassen. Daneben setzt sich die Pathophysiognomik speziell mit dem Ablesen von Krankheiten, gesundheitlichen Störungen und deren Therapie auseinander.
Bereits in der Antike fand die Physiognomik durch namhafte Gelehrte wie Aristoteles, Cicero oder Seneca erste Erwähnung, bis sie im Zeitalter der Aufklärung zu ihrer Blütezeit kam.
Während die allgemeinen Gesichtszüge etwas über die Persönlichkeit einer Person sagen, verraten Mimik und Gestik etwas über die Gefühlswelt des Menschen. So gesehen ist die Physiognomik die entsprechende Technik zur Erkennung der Persönlichkeitsstruktur sowie der Vorlieben, Talente und Lebensaufgaben eines Menschen. Die Mimik hingegen verrät etwas über aktuelle Vorgänge in einem Menschen und das, was er im jeweiligen Augenblick fühlt und denkt.
Die Chinesen, die das Gesichtlesen nicht nur als Kunst oder Technik, sondern gar als Wissenschaft betreiben, beobachten aufmerksam das Gesicht ihres Gegenübers, um dadurch mehr Informationen zu erhalten als jene, die ihnen ihr Gesprächspartner durch die bloße Unterhaltung gewährt. Diese Vorgehensweise, Siang Mien genannt, besitzt eine mehrere Jahrtausende alte Tradition.
Sie beinhaltet sowohl das Erkennen von Krankheitsmerkmalen des Antlitzes, die in der traditionellen chinesischen Medizin ebenso genutzt wird, als auch die Bestimmung der Persönlichkeit. Von der Antlitzdiagnostik unterscheidet sich das Siang Mien, insofern auch Auskunft über das weitere Schicksal eines Menschen gegeben werden kann.
Auch die „Wahrsagerei“ spielt in China seit über 7.000 Jahren eine Rolle, darunter die Chiromantie (Handlesekunst). Seit etwa 2.000 Jahren kristallisierte sich jedoch das Gesichtlesen als die bedeutendste Methode heraus, weil sie in den Augen der Ratsuchenden die zuverlässigste ist.
Siang Mien-Meister gaben ihr Wissen nur mündlich weiter. Lediglich die kaiserliche Palastbibliothek bewahrte einige Schriften, die aufgrund von Kriegen, Bränden und Diebstahl verloren gingen. Erst in neuerer Zeit wird das mündlich überlieferte Wissen in Vorträgen und Schriften wieder festgehalten. Diese ermöglichen Interessierten den Einblick in eine alte Kunst und einen unverfälschten Blick auf den Menschen.

### Mimik
Wenn Menschen ihre Emotionen zu verbergen versuchen, verändert sich deren Gesichtsausdruck sehr schnell. Dies gilt auch dann, wenn die auftretende Emotion unbewusst verdrängt wird. Diese Veränderung im Gesicht, für deren Umsetzung insgesamt 43 Gesichtsmuskeln zuständig sind, ist für ein ungeschultes Auge fast unsichtbar. Sie sorgen für Bewegung und einen permanenten Wechsel. Das Wissen um Mikro-Ausdrücke oder Mikroexpressionen ermöglicht es, eine Täuschung oder gar Lüge zu erkennen. Ebenso gibt es viele weitere Emotionen, Absichten und wahre Gefühle, die ein Gesicht offenbart, selbst wenn Worte etwas anderes ausdrücken.
Feinfühlige Menschen nehmen die Veränderung der Gesichtsausdrücke ebenso unterbewusst wahr wie derjenige, der sie aussendet. Diese Personen lesen nicht konkret das Gesicht oder bewerten Mikro-Ausdrücke. Vielmehr nehmen sie die emotionale Veränderung intuitiv wahr.

### Phrenologie
Die Phrenologie geht davon aus, dass das Gehirn das Zentrum aller geistigen Tätigkeiten eines Menschen ist. So beeinflussen Form und Größe der Teile des Gehirns nicht nur die äußere Erscheinungsform der jeweiligen Person, sondern damit ebenso Persönlichkeit, Charaktereigenschaften und intellektuelle Fähigkeiten. Verschiedene Wissenschaften bedienten sich dieser von Franz Josef Gall entwickelten Grundannahme und banden sie in weiterführende Forschungen ein, so wie auf den Gebieten der Anthropologie, Neurologie und modernen Kognitionswissenschaften. 
Auch das Gesichtlesen nutzt diesen Zusammenhang. Aufgrund verschiedener Gesichtsformen und deren Kombinationen kann eine erste Tendenz zu Charakter und Persönlichkeit der Person getroffen werden. Für genauere und tiefer gehende Aussagen werden viele weitere Gesichtsmerkmale wie Augen, Nase, Ohren, Kinn und Stirn aber auch Falten und Haare herangezogen.